# 唐貴
唐貴（1448年—？），字用思，直隸常州府武進縣人，民籍，明朝政治人物。

## 生平
弘治二年己酉科應天鄉試第三十四名舉人。弘治三年（1490年）中式庚戌科會試第三名，二甲第五名進士。四年三月授户科給事中。

## 家族
曾祖唐汝文；祖父唐伯誠，曾贈大理寺左寺副；父唐衍，前母左氏；母徐氏。慈侍下。弟世显、世美、世宁。子唐珤，正德五年庚午科举人，官永州知府。孫唐順之。